# 트위스터스
《트위스터스》(영어: Twisters)는 2024년 개봉한 미국의 재난 영화이다. 정이삭이 감독을 맡았으며, 1996년 영화 《트위스터》의 속편이다.
이 영화는 2024년 7월 8일 런던의 시네월드 레스터 스퀘어(Cineworld Leicester Square)에서 초연되었고, 워너브라더스 픽처스를 통해 7월 10일에 국제적으로 개봉되었고, 유니버설 픽처스를 통해 7월 19일에 미국과 캐나다에서 개봉되었다. 비평가들로부터 전반적으로 긍정적인 평가를 받았고 전 세계적으로 3억 7,100만 달러의 수익을 올렸다.

## 줄거리
기상학도 케이트는 토네이도의 강도를 줄일 수 있다는 이론을 실험하기 위해 오클라호마에서 폭풍 추적자들과 함께 일한다. 하지만 실험 중 토네이도가 EF5 등급으로 급격히 강화되면서 남자친구와 동료들을 잃고 큰 죄책감에 시달리며 폭풍 추적을 그만둔다. 
5년 후, 뉴욕에서 NOAA에서 근무하던 케이트는 과거 동료 자비로부터 새로운 토네이도 스캐닝 시스템을 테스트하자는 제안을 받는다. 처음에는 거절하지만, 토네이도로 마을이 파괴된 뉴스를 보고 결국 팀에 합류한다. 한편, 인기 유튜버이자 폭풍 추적자인 타일러도 토네이도 발생에 대한 영상을 촬영하기 위해 오클라호마에 도착한다.
케이트 팀은 풍력 발전소에 발생한 EF1 토네이도를 스캔하려 하지만, 케이트는 공황 발작으로 어려움을 겪는다. 다음 날, 그들은 또 다른 EF1 토네이도를 추적하던 중 위성이 분리되어 EF3으로 강화되는 것을 목격한다. 스캐너를 성공적으로 설치하지만 하나를 잃고, 케이트와 자비는 간신히 토네이도를 피한다. 이후 피해를 입은 마을에서 구조 활동에 참여하고, 자선 활동을 하는 타일러 팀에 대해 다시 생각하게 된다.  
타일러의 초대로 로데오에 갔다가 예고 없이 발생한 EF4 토네이도에 휩싸인다. 이 사건을 계기로 케이트는 투자자 릭스의 이익 추구에 대해 자비와 갈등을 겪고, 과거 친구들의 죽음에 대한 죄책감으로 괴로워하며 어머니의 농장으로 돌아간다. 타일러는 그녀의 과거 연구를 발견하고 함께 실험을 재시도하자고 설득한다.
이들은 다시 한번 실험을 시도하지만 실패하고, 자비로부터 얻은 데이터 스캔을 토대로 실험 방법을 수정한다. 폭풍 추적팀은 엘리노 근처에서 토네이도를 추적한다. 토네이도는 유조차를 들이받아 불이 붙고 급격하게 강화되며, 마침내 엘리노를 향하는 폭 1마일의 EF5 토네이도가 된다. 케이트 팀은 대피소 수용이 불가능해지자 극장으로 주민들을 피신시키지만, 타일러가 잔해에 갇히고 만다.  케이트와 자비의 도움으로 타일러를 구출하고, 모두 극장으로 대피하지만 토네이도가 극장으로 다가오자 케이트는 트럭을 몰고 토네이도 중심으로 돌진하여 은요오드화합물을 발사하고, 폴리아크릴산나트륨을 성공적으로 살포하여 마침내 토네이도를 소멸시킨다. 
얼마 후, 케이트는 다시 뉴욕으로 돌아가려 하지만, 타일러의 설득에 마음을 바꾸어 함께 폭풍 추적을 떠난다. 영화는 케이트, 타일러, 자비가 함께 새로운 토네이도 레이더 사업을 시작하는 모습으로 마무리된다.

## 출연진
- 데이지 에드거존스 - 케이트 쿠퍼
- 글렌 파월 - 타일러 오언스
- 앤서니 라모스 - 하비
- 브랜던 페레아[3] - 분
- 대릴 매코맥 - 잽
- 모라 티어니 - 캐시
- 해리 해든페이턴 - 벤
- 사샤 레인[4] - 릴리
- 키어넌 십카 - 에디 역
- 닉 도다니 - 프라빈 역
- 데이비드 코런스웻[5] - 스캇
- 툰데 아데빔페[6] - 덱스터
- 케이티 오브라이언[7] - 대니
- 스티븐 오영 - 마이크
- 모라 티어니 - 캐시 카터
- 데이비드 본 - 릭스 역
- 더글러스 석 - 한국인 폭풍 추격대원 역

## 기타
- 정이삭 감독이 만달로리안 시즌3 제3화의 연출을 맡으면서 인연을 맺게 된 캐슬린 케네디가 제작을 준비 중이던 남편 프랭크 마셜에게 정 감독을 추천하면서 연출하게 되었다.
- 속편이라고는 하나 전편의 등장인물들 중에서 재등장하는 인물이 없고 자녀나 수제자란 설정이 밝혀지는 인물도 없어서, 전편의 내용과 큰 관련이 없는 스탠드 얼론 시퀄에 가깝다. 아무래도 전편 〈트위스터〉가 개봉한 지 28년이나 된 데다 〈탑건: 매버릭〉처럼 배우들을 재출연시키기 힘든 여건이기도 했다. 전편의 주연인 빌 팩스턴은 2017년에 사망했으며, 헬렌 헌트를 비롯한 주요 출연자들도 60대를 넘긴 고령이 되었다. 다만, 빌 팩스턴의 아들인 제임스 팩스턴이 분노하는 호텔 투숙객 단역으로 등장한다